# 849
Cette page concerne l'année 849  du calendrier julien. Pour l'année 849 av. J.-C., voir 849 av. J.-C.
L'année 849 est une année commune qui commence un mardi.

## Événements
- 24 octobre : tremblement de terre majeur dans la région de Baotou, aujourd'hui en Mongolie-Intérieure, estimé à une magnitude 7[1].

- Décembre[2] : début de la construction de la mosquée quaraouiyine à Fès[3].

- Fondation du royaume de Pagan en Birmanie[4].

### Europe
- Janvier : réconciliation entre Charles le Chauve et son frère Lothaire lors de l'entrevue de Péronne. Lothaire expulse Charles d'Aquitaine de ses États[5].
- Mars : Charles d'Aquitaine, venu à l'aide de son frère Pépin II d'Aquitaine, est fait prisonnier par le comte Vivien[6].
- Avril ou mai : Hincmar fait condamner le théologien Gottschalk, accusé de croire à la prédestination au salut de certains fidèles seulement et non pas de tous, au synode de Quierzy[7].
- Juin : Charles le Chauve réunit un plaid général à Chartres ; Charles d'Aquitaine est tonsuré et enfermé à l'abbaye de Corbie. Charles passe la Loire avec ses troupes et avance sur Limoges. Il met le siège devant Toulouse à la fin de l'été[8].
- 18 août : l'ancien tuteur de Charles le Chauve, Walafrid Strabon, abbé de Reichenau, venu en ambassadeur de Louis le Germanique auprès de Charles, se noie en traversant la Loire.
- Été : 
  - Ambassade de Loup de Ferrières auprès du pape  Léon IV à Rome, pour des questions théologiques[9],[10].
  - Charles le Chauve assiège Toulouse, défendue par le comte de Rouergue Fredelon, qui capitule en échange de la création d'un comté de Toulouse héréditaire[6].
  - Pendant la campagne de Charles le Chauve en Aquitaine, Nominoë attaque Angers[11]. Lambert II de Nantes est réintégré dans ses fonctions de marquis de Bretagne[12].
- 7 octobre : Charles le Chauve est à Narbonne où il confirme son vassal Theofred dans la possession de terres en Septimanie par une nouvelle charte. Il repart vers le Nord par Albi où il est le 18 octobre. Guillaume de Septimanie se maintient dans la marche d'Espagne[5].
- 25 décembre : Charles le Chauve célèbre Noël à Bourges. Il charge Loup de Ferrières, de retour de Rome, de composer un traité sur la prédestination[5].

- Les Vikings saccagent Périgueux[13].
- Les Sarrasins pillent la Provence[14].
- À l’instigation du pape, Amalfi, Gaète et Naples constituent une ligue contre les Sarrasins et réunissent à Ostie une flotte. La flotte arabe est détruite par la tempête lors de l'attaque contre Ostie[15]. De nombreux prisonniers sont faits et affectés à la construction de la cité léonine.